# Alois Hudec
Alois Hudec (ur. 12 lipca 1908 w Račicach, zm. 23 stycznia 1997 w Pradze) – czeschosłowacki gimnastyk, medalista olimpijski z Berlina.